# Benno di Meißen
Benno, o Bennone (Hildesheim, 1010 – Meißen, 16 giugno 1106), è stato un vescovo cattolico e monaco cristiano tedesco, vescovo di Meißen dal 1066 fino alla sua morte, e patrono della città di Monaco di Baviera.

## Biografia
Benno viene citato per la prima volta come benefattore a Goslar. Nel 1028 divenne monaco e nel 1040 fu consacrato sacerdote. Nel 1066 divenne vescovo di Meißen.
Nel 1085 fu deposto dall'imperatore Enrico IV per aver difeso Papa Gregorio VII: egli gettò le chiavi del duomo nel fiume Elba. Tornando, anni dopo, le recuperò dal ventre di un pesce. Spesso perciò viene raffigurato mentre accade questo miracolo.
Morì nel 1106 dopo 40 anni di episcopato. Fu canonizzato nel 1523 da papa Adriano VI. La solenne esumazione delle spoglie, avvenuta l'anno dopo, diede occasione a Lutero per scrivere un violento pamphlet contro il culto dei santi. Divenuta la Sassonia protestante, la tomba di Benno venne distrutta, ma le sue reliquie erano già state portate a Monaco, nella Frauenkirche, dove si trovano tuttora.
Oltre alle reliquie viene conservato a Monaco il pastorale di San Benno con una zanna di elefante in cima e il suo piviale.

## Culto
Viene festeggiato il 16 giugno. È il protettore dei pescatori, nonché patrono di Monaco di Baviera.